# Jean-Marie Conz
Jean-Marie Conz, né le 12 septembre 1953 à Porrentruy, est un footballeur international suisse. En 1986, alors qu'il est capitaine de l'équipe, il devient champion de suisse avec le BSC Young Boys. Il est l'oncle des joueurs de hockey Florian et Benjamin Conz.

## Biographie
Jean-Marie Conz joue avec le BSC Young Boys de 1973 à 1988. Il dispute avec cette équipe plus de 300 matchs en première division. Il réalise sa meilleure performance lors de la saison 1981-1982, où il inscrit cinq buts en championnat. 
Il joue également avec cette équipe deux rencontres en Ligue des champions, deux en Coupe de l'UEFA, et neuf en Coupe des coupes. Il atteint notamment les quarts de finale de la Coupe des coupes en 1988, en étant éliminé par l'Ajax Amsterdam.
Il joue ensuite une saison avec les SR Delémont, club qu'il entraîne jusqu'en 1993. 
Il reçoit trois sélections en équipe nationale entre 1976 et 1982. Il joue son premier match le 22 septembre 1976, en amical contre l'Autriche (défaite 3-1 à Linz). Il joue son deuxième match le 9 octobre 1976, contre la Suède, à l'occasion des éliminatoires du mondial 1978 (défaite 1-2 à Bâle). Sa dernière sélection a lieu le 7 septembre 1982, en amical contre la Bulgarie (victoire 3-2 à Saint-Gall).
Conz est l'entraîneur des Young Boys de 1995 à 1997,. Depuis 2012, il supervise les programmes de développement pour la FIFA.

## Palmarès
- BSC Young Boys
  - Champion de Suisse en 1986
  - Vainqueur de la Coupe de Suisse en 1977[8] et 1987[7]